# جون فيش
جون فيش (بالإنجليزية: Jon Fish) هو مجدف أمريكي، ولد في 22 يونيو 1962 في نيويورك في الولايات المتحدة.

## وصلات خارجية
- جون فيش على موقع الاتحاد الدولي للتجديف (الإنجليزية)
- جون فيش على موقع أوليمبيديا (الإنجليزية)